# Opperdoezer Ronde

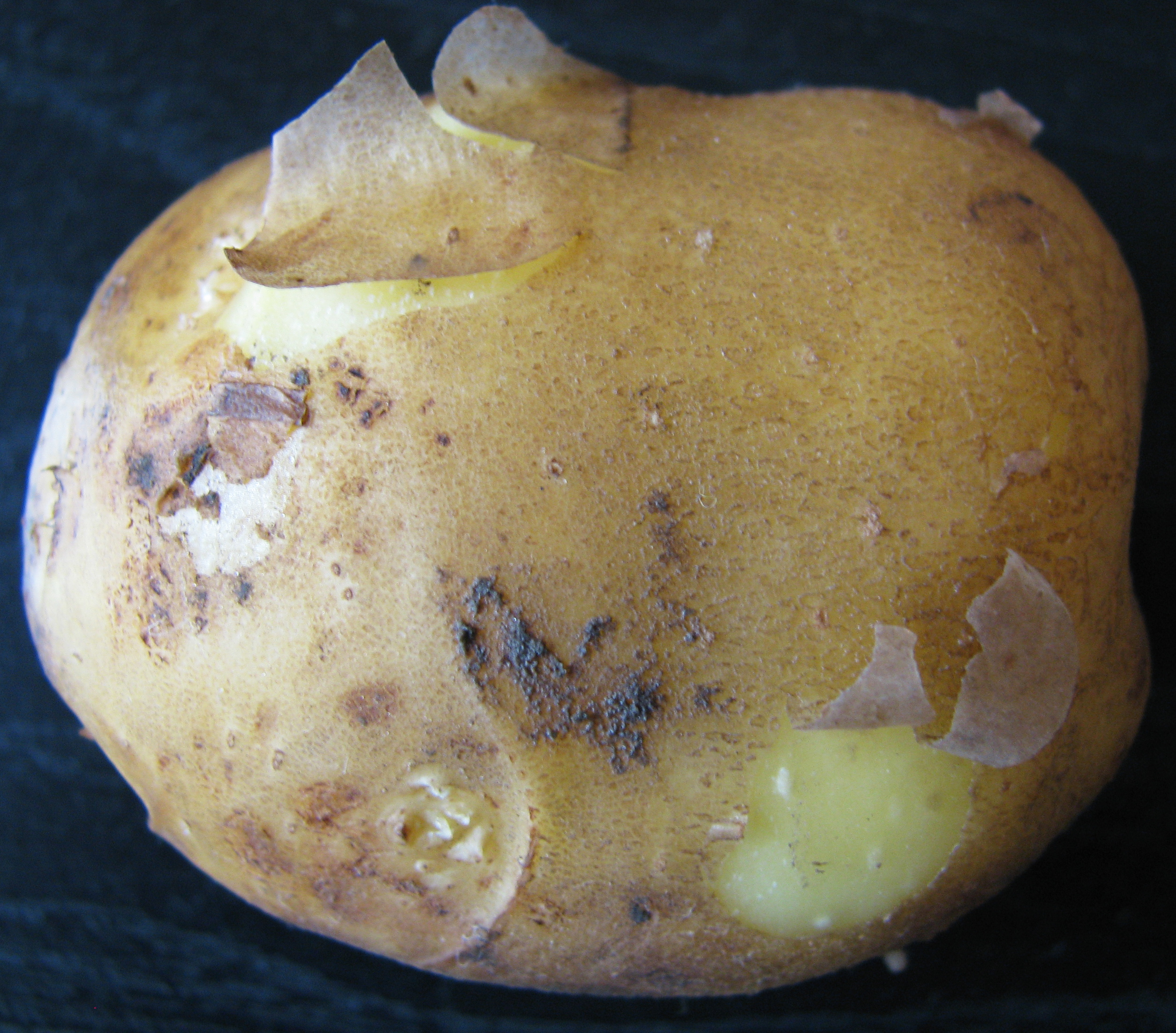
Opperdoezer Ronde heeft een erg dunne schil.

De Opperdoezer Ronde is een aardappelras dat uitsluitend rond het Noord-Hollandse dorp Opperdoes wordt verbouwd. Het ras gedijt het beste op de wat hoger gelegen zavel-rijke gronden in dit deel van Noord-Holland. 'Opperdoezer Ronde' is sinds 1996 een beschermde oorsprongsbenaming. De aardappel is daarmee een van de zeldzame Nederlandse producten met het Europese beschermingskeurmerk.

## Geschiedenis
In Opperdoes werden vanaf 1860 voornamelijk negenwekers verbouwd, een snelgroeiende aardappel, die al vroeg in het seizoen gerooid kan worden. Deze negenwekers werden gekruist met uit zaadbollen gekweekte variaties van de plant, door de Andijkse tuinder J. Sluis. Het resultaat werd aanvankelijk de sluis genoemd. Door veredeling van deze aardappel ontstond de Opperdoezer Ronde.

## Consumptie
De Ronde is een vastkokende consumptieaardappel met een gele schil. Officieel heeft de aardappel 'een geel/wit vlezige, iets onregelmatige gevormde, ovaalronde, diepogige knol met een vrij laag zetmeelgehalte'. Om deze reden wordt de Opperdoezer Ronde door kenners als delicatesse gezien.
De aardappel bevat veel vitamines en hoogwaardige eiwitten. Daar de aardappel vastkokend is, is deze zowel geschikt voor koken als bakken, en wordt in gekookte vorm veelal met gesmolten boter geserveerd.

## Oogst
Vanwege de uiterst kwetsbare dunne schil wordt de aardappel door de telers met de hand gerooid. De eerste aardappelen kunnen al in mei worden gerooid, als deze in plastic tunnels groeien. Aardappels in een kas kunnen zelfs al in april worden gerooid. De hele oogst is in ieder geval voor eind september uit de grond, wat de Opperdoezer Ronde een vroege aardappel maakt.